# Arsène Vermenouze
Arsène Vermenouze (1850-1910, en occitan Arsèni Vermenosa), est un poète aurillacois de langue française et de langue occitane.
La partie occitane de son œuvre est en aurillacois, variante locale du languedocien et lui-même dialecte de l'occitan. Il a écrit toute son œuvre en respectant la graphie mistralienne.

## Biographie
Arsène Vermenouze est né le 26 septembre 1850 à Vielles d’Ytrac, près d’Aurillac. Son père, Firmin Vermenouze, est commerçant d'épicerie en Espagne. Sa mère est Mélanie Garric. Il était d'usage à l'époque que les épouses et les enfants restent en Auvergne, où l'on retournait quelques mois après une campagne de commerce de deux ans.

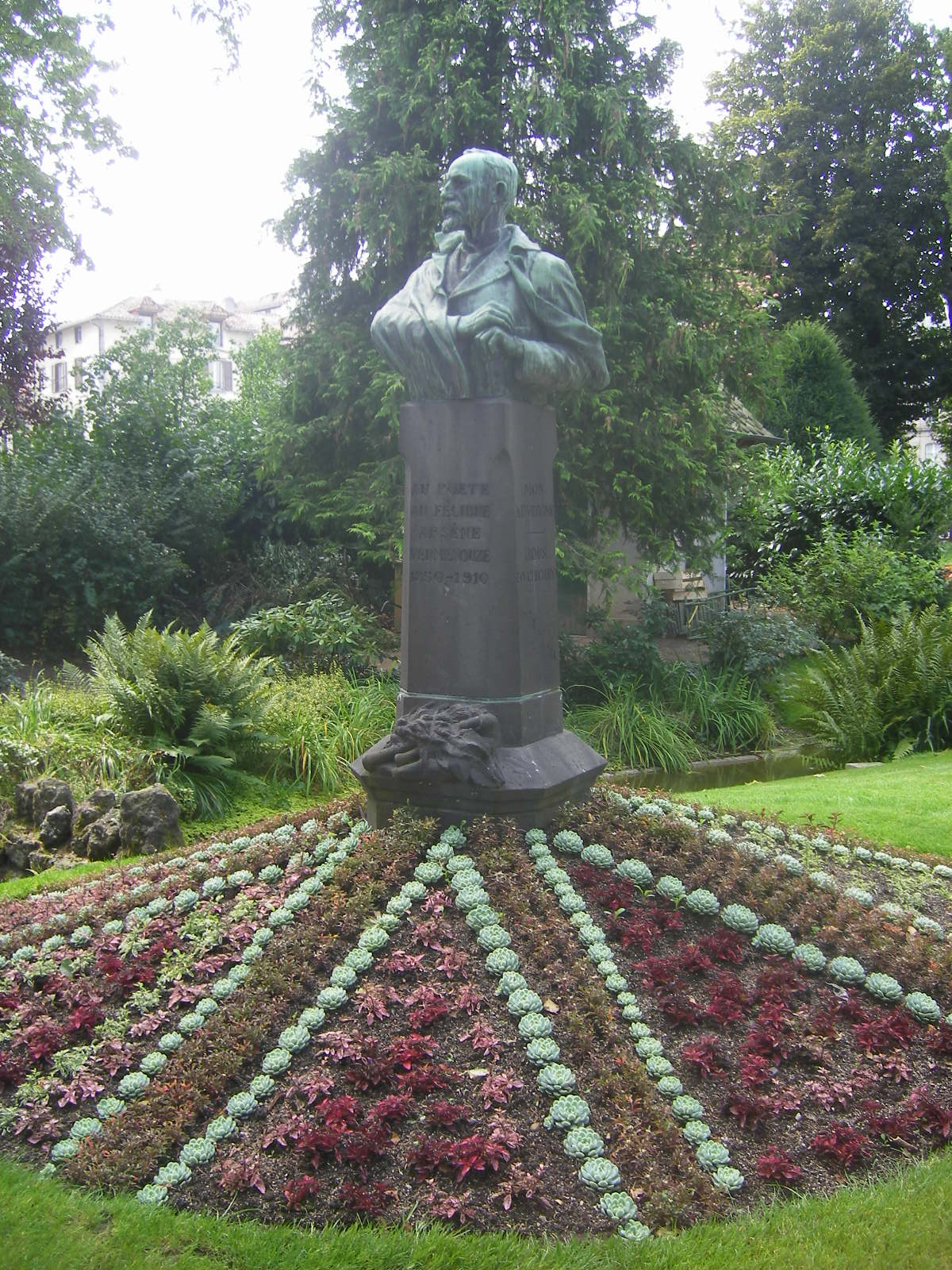
Buste d'Arsène Vermenouze dans le square d'Aurillac portant son nom.

C'est à 16 ans qu'il rejoint son père à Tolède (Espagne). Il restera près de vingt ans en Castille. Tout en participant au commerce, il compose de nombreux poèmes en français, influencé notamment par sa lecture de Victor Hugo, Musset et Chateaubriand. À partir de 1879, il envoie ses premiers poèmes à différents journaux du Cantal, notamment l’Avenir du Cantal journal radical d'Auguste Bancharel dans lequel il écrit sous le nom de « Jantou » des poèmes enflammés à la gloire de la Révolution Française.
À partir de 1887, dans le Moniteur du Cantal, puis dans La Croix du Cantal et la Croix cantalienne, Arsène Vermenouze anime la vie culturelle et politique cantalienne en publiant des poésies satiriques en langue d’oc. Dans La Croix du Cantal, il sera « L’Arverne », éditorialiste en langue française profondément « catholique et patriote ».
Sa vocation de félibre se fait sentir à partir de 1890. En 1891, il publie le manifeste fondateur A l'Auvèrnha tota (À toute l’Auvergne). En 1894, il devient le président de la première école félibréenne auvergnate qui se donne pour mission la défense et l’illustration de la langue d'oc et notamment du parler d'Aurillac, à travers sa revue La Cabreta. Jusqu’en 1908, au sein du Félibrige, Vermenouze a une intense activité de promoteur de la langue d’oc, composant les poèmes qui entreront dans ses deux recueils, Flor de brossa et Jos la Cluchada.
En 1900, il est élu majoral du Félibrige et rencontre Frédéric Mistral, qui l’accueille comme « premier majoral » d’Auvergne. Un temps pressenti au poste de capoulié du Félibrige, il propose la candidature de Justin Bessou dont il fête la Cigale à Saint-André-de-Najac en compagnie de Prosper Estieu et Antonin Perbosc. Il correspond avec beaucoup d'autres auteurs de langue occitane comme le linguiste Jules Ronjat.
Arsène Vermenouze est aussi un grand poète en langue française. À partir de 1900 il écrit surtout en français. En 1900, il publie En Plein Vent. En 1903, Mon Auvergne, recueil primé par l'Académie française. En 1911 paraît Dernières Veillées, ouvrage posthume regroupant ses dernières poésies, publié par son ami Gabriel Audiat. En 1923 paraît Les plus belles poésies d'Arsène Vermenouze, anthologie de ses meilleurs poèmes en langue française, préfacé par Pierre de Nolhac (Académie française) et par son ami et poète Louis Mercier. Avec les années, la versification de Vermenouze a atteint sa pleine maturité. Conteur hors pair, issu d'une civilisation de la veillée, excelle à camper des personnages à les faire parler, à les faire vivre.
Il est en relation avec Roger Grand, archiviste aurillacois. Il traite de questions internationales, à l’occasion, en occitan. Avec le duc de La Salle, il contribue en 1908 à la fondation à Paris de la Veillée d'Auvergne qui paraîtra jusqu’à la guerre de 1914.
Il meurt d’une maladie des voies respiratoires dans sa maison natale de Vielles le 8 janvier 1910.

## L'héritage de Vermenouze

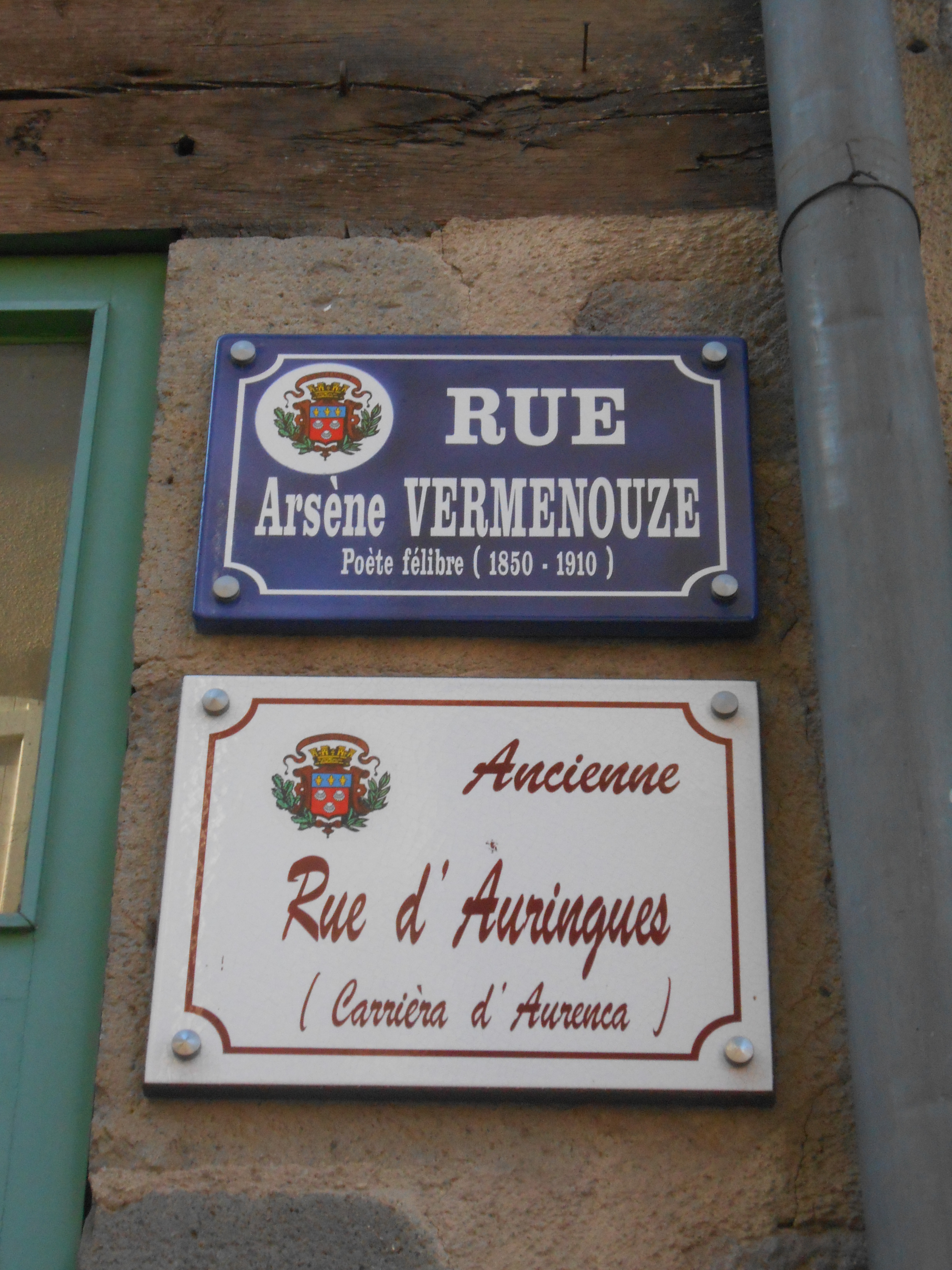
Plaque de la rue Vermenouze à Aurillac, porte le nom de l'auteur aurillacois. Le nom en aurillacois, ici Carrièra d'Aurenca, est présent.

La ville d'Aurillac l'honore en donnant son nom à une rue et à un jardin, ainsi qu'en érigeant une statue du poète. 
En 1933, une voie du 5e arrondissement de Paris prend le nom de square Vermenouze. Une rue Vermenouze existe également à  Mauriac, Clermont-Ferrand et à Riom.
Son œuvre a fait l'objet de nombreuses rééditions (voir ci-dessous). En 1996, l'association Lo convise d'Aurillac reprend un projet d'anthologie (des poèmes et quelques proses que le poète avait publiés dans la presse du temps) qui n'avait pu aller à son terme en raison du déclenchement de la Première Guerre mondiale. Ces Inédits languedociens sont publiés en langue d'oc, dans la graphie d'origine, en graphie classique, et en traduction française.
L'été 2000, la même association a organisé à Ytrac une exposition à l'occasion du tricinquantenaire de sa naissance.
Autour d'Ytrac, plusieurs initiatives récentes ont également mis en évidence le rayonnement de Vermenouze : initiative l'Authre vallée des poètes (l'Authre est le cours d'eau qui arrose Ytrac), Nuit Vermenouze,,.

## Œuvres
- Flour de brousso (« Fleur de bruyère ») (avec une préface de Jean Adalbert et des illustrations de Édouard Marty). — Ouvrage primé par l'Académie des Jeux floraux (1896)
  - Première édition, sous le titre « Flour de brousso » : édition bilingue texte en « patois » et traduction en français, Imprimerie Moderne, Aurillac, 1896, XVI-415 p., (BNF 31561554)
  - Reprint de l'édition de 1896, Aurillac, imp. Moderne, 1979.
  - Dernière édition, Flor de Brossa (en graphie classique, avec des illustrations de Felipe), Institut d'études occitanes du Cantal, coll. « A tots » no 60, Aurillac, 1980, 274 p.,  (EAN 3600125014028), (BNF 34654965)[18]
- En plein vent, en français (1900)
- Mon Auvergne, en français, prix Archon-Despérouses de l'Académie française (1903)[19]
- "La vieille barque", en français, Occitania no 5, Barcelona, 1905
- Jous la cluchado (Sous le toit de chaume), en occitan avec la traduction française (1909) (la traduction erronée Sous le chaume a été abandonnée dans l'édition de 1954 et les éditions suivantes)[20]
  - Reprint de l'édition de 1909, Aurillac, imp. Moderne, 1980.
  - Dernière édition, Jos la clujada (en graphie classique), Institut d'études occitanes du Cantal, coll. « A tots » no 54-55, Aurillac, 1979,  (EAN 3600125014011)[18]illustration sur le site de l'Ostal del libre
- Dernières veillées, posthume, en français (1911)
- Les plus belles poésies d'Arsène Vermenouze, en français, Union Sociale de la Haute Auvergne, Aurillac (1923)
- Inédits languedociens, textes en occitan établis, présentés et annotés par Noël Lafon ; traduction française Lucienne Lafon et Georges Maury ; ill. Bernadette Faucher. Lo Convise, Aurillac (1996)[21].
- Sur qui le soleil plane (préf. Philippe Gilles, ill. Xavier Jallais), Aurillac, Éditions de la Châtaigneraie, 2021, 114 p. (ISBN 9782491046491, présentation en ligne)